# Wladimiro-Alexandrowskoje
Wladimiro-Alexandrowskoje (russisch Владимиро-Александровское) ist ein Dorf (selo) in der Region Primorje in Russland mit 6409 Einwohnern (Stand 1. Oktober 2021).

## Geographie
Der Ort liegt etwa 100 km Luftlinie östlich des Regionsverwaltungszentrums Wladiwostok und 15 km nordöstlich der Hafenstadt Nachodka. Er befindet sich unweit des linken Ufers des Flusses Partisanskaja (früher Sutschan), der gut 10 km südlich am nordöstlichen Rand von Nachodka in die Nachodkabucht des Japanischen Meeres mündet.
Wladimiro-Alexandrowskoje ist Verwaltungszentrum des Rajons Partisanski sowie Sitz der Landgemeinde Wladimiro-Alexandrowskoje selskoje posselenije, zu der außerdem das 13 km südöstlich gelegene Dorf Chmylowka gehört.

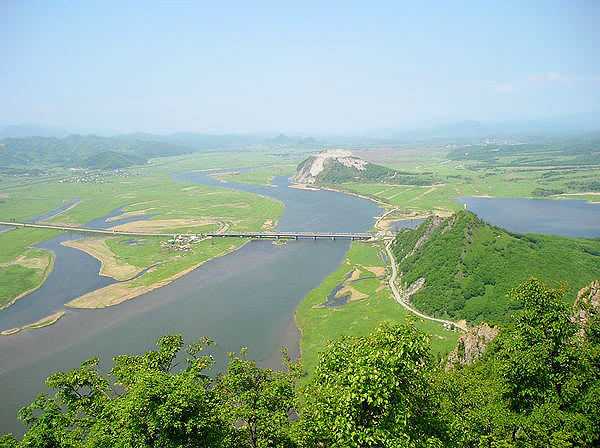
Die Partisanskaja bei Nachodka; rechts in der Ferne Wladimiro-Alexandrowskoje
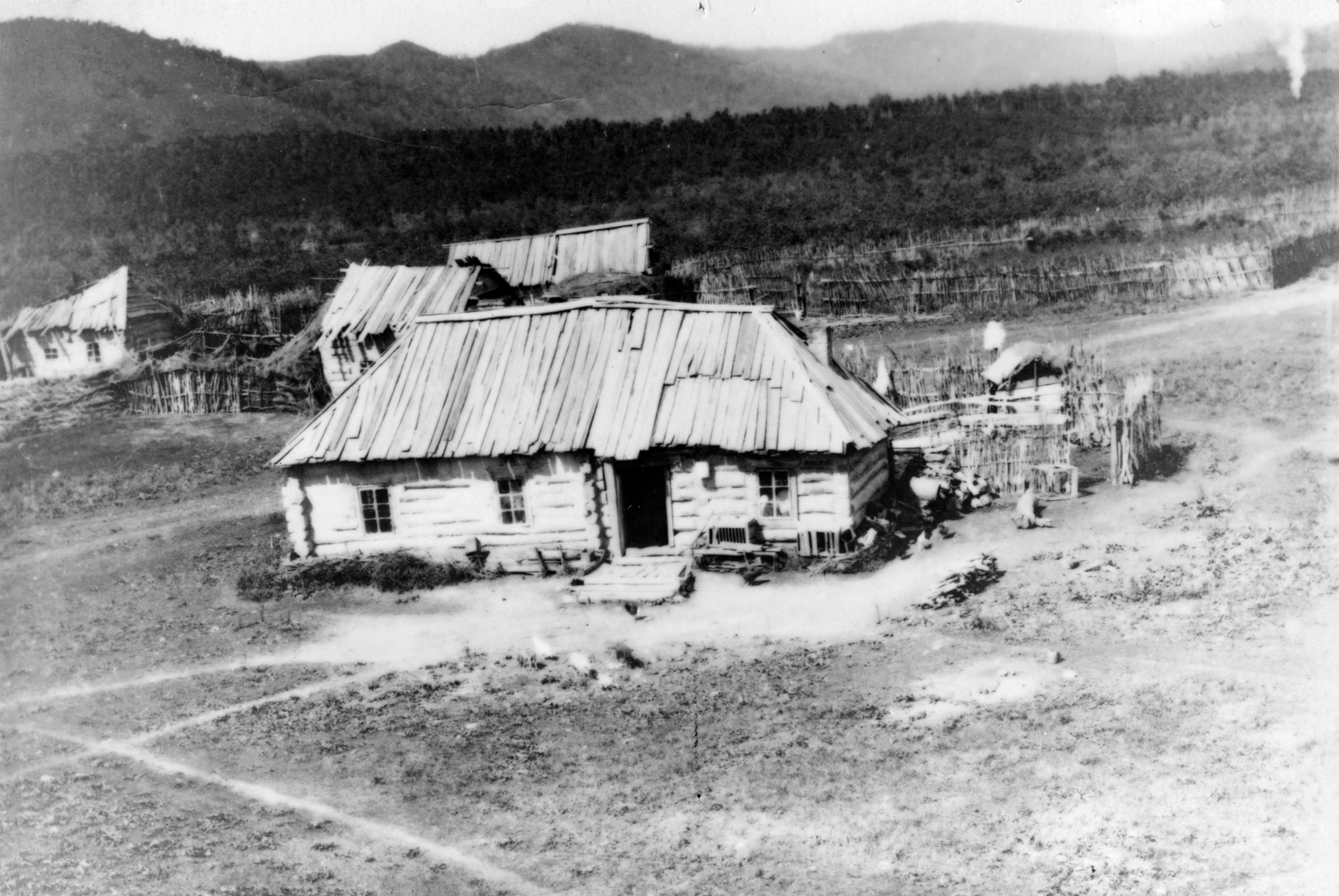
Wladimirowka gegen Ende des 19. Jahrhunderts

## Geschichte
Während der russischen Besiedlung der Region infolge des 1858 geschlossenen Vertrages von Aigun entstand 1864 an Stelle des heutigen Ortes das Dorf Alexandrowka (auch Alexandrowskaja sloboda genannt), 1865 etwas nördlich das Dorf Wladimirowka (auch Wladimirowskaja sloboda). Bis Mitte der 1880er-Jahre waren dies die einzigen Siedlungen auf dem Gebiet des heutigen Rajons; dann kam es zu einem neuen Umsiedlungsschub: Die beiden Dörfer wuchsen 1888 unter dem heutigen Namen zusammen, und in den 1890er-Jahren wurde der Postweg von Schkotowo (beim heutigen Artjom) nach Olga vorbeigeführt. 1909 wurde das Dorf Sitz zweier neu geschaffener Verwaltungseinheiten: der Sutschanskaja wolost und zugleich des Olginski ujesd.
Im Rahmen der Neuorganisation der Verwaltung in der sowjetischen Periode kam Wladimiro-Alexandrowskoje am 4. Januar 1926 zum Sutschanski rajon mit Sitz in der gut 25 km nördlich gelegenen Bergbausiedlung Sutschanski rudnik, der heutigen Stadt Partisansk. Ende 1932 wurde die Rajonverwaltung nach Wladimiro-Alexandrowskoje verlegt. Im Februar 1935 wurde der Rajon kurzzeitig in Wladimiro-Alexandrowski rajon umbenannt, jedoch bereits im April 1935 in Budjonnowski rajon, nach dem Marschall der Sowjetunion Semjon Budjonny. Im Rahmen der Entstalinisierung wurden 1957 viele solcher nach (noch lebenden) Mitstreitern Stalins benannten Orte oder Gebiete wieder umbenannt; so erhielt der Rajon seinen heutigen Namen Partisanski. Im Zeitraum 1935–1957 trug auch Wladimiro-Alexandrowskoje die halboffizielle Bezeichnung Budjon(n)owka, die dort bis heute umgangssprachlich in Gebrauch ist.

## Bevölkerungsentwicklung
| Jahr | Einwohner |
| ---- | --------- |
| 1939 | 2337      |
| 1959 | 2572      |
| 1970 | 3879      |
| 1979 | 4446      |
| 1989 | 5636      |
| 2002 | 5577      |
| 2010 | 5708      |
| 2021 | 6409      |

Anmerkung: Volkszählungsdaten

## Verkehr
Nördlich an Wladimiro-Alexandrowskoje vorbei verläuft die etwa 400 km lange Regionalstraße 05N-131 von Nachodka über die Rajonzentren der südöstlichen Primorje-Region Laso und Olga nach Kawalerowo. Deren südwestlicher Teil, darunter der Abschnitt um Wladimiro-Alexandrowskoje,  soll zu föderalen Fernstraße A375 nach Chabarowsk ausgebaut werden.
Etwa 4 km nordwestlich befindet sich am jenseitigen Ufer der Partisanskaja beim Dorf Jekaterinowka die gleichnamige kleine Bahnstation bei Kilometer 161 der Zweigstrecke Ugolnaja (Artjom) – Nachodka der Transsibirischen Eisenbahn, die auf diesem Abschnitt 1935 in Betrieb ging und seit 1966 elektrifiziert ist; der nächste größere Bahnhof ist Nachodka.